# Utta Danella – Liebe mit Lachfalten
Utta Danella – Liebe mit Lachfalten ist ein deutscher Film von John Delbridge aus dem Jahr 2011. Die Verfilmung geht zurück auf Utta Danellas Roman Jovana und ist die 22. Folge der Filmreihe. Die Hauptrollen sind besetzt mit Gaby Dohm, Günther Maria Halmer, Simone Hanselmann und Jens Atzorn.

## Handlung
Wegen Einsparmaßnahmen wird der Chirurgin Maria Wagner von Chefarzt Horst Kauder ihr vorzeitiges Ausscheiden aus dem Berufsleben mitgeteilt, woraufhin sie sich auf die Suche nach einem neuen Job macht. Währenddessen bandelt ihre Freundin Jovana Palinski mit dem Macho Steffen Berger an. Er ist doppelt so alt wie Jovana und scheint Marias schlimmste Vorurteile gegenüber Männern zu bestätigen. Zu Jovanas 30. Geburtstag möchte Steffen Jovana mit einem spektakulären Auftritt seiner Band beeindrucken. Außerdem schenkt er ihr einen Zwei-Tages-Ausritt in die Berge.
Als Steffen beim Auftritt jedoch einen Bandscheibenvorfall hat, kann er den Ausritt nicht antreten und überredet Jovana, den Ausflug allein zu unternehmen. Kurz darauf steht jedoch ihr Ex-Freund Finn Huber als Tour-Guide vor ihr. So verbringt Jovana zwei Tage mit ihrem Ex-Freund, der ganz anders ist, als sie ihn in Erinnerung hat. Derweil kümmert sich Maria um den angeschlagenen Steffen, der wider Erwarten charmant und witzig ist.

## Produktion
Die Dreharbeiten für Liebe mit Lachfalten begannen am 18. Mai 2010 und endeten am 17. Juni 2010. Die Erstausstrahlung des Films im Programm Das Erste erfolgte am 27. Mai 2011. Gedreht wurde am Walchensee.
Bei seiner Erstausstrahlung verzeichnete der Film 4,61 Mio. Zuschauer, was einem Marktanteil von 15,7 % entsprach.

## Kritik
TV Spielfilm konnte dem Film nichts abgewinnen und urteilte: „Die Idee ist von ‚Was das Herz begehrt‘ mit Diane Keaton und Jack Nicholson geklaut und in eine Bilderbuchwelt verfrachtet, wo Pferde Max und Moritz und Schafe Mona und Lisa heißen. Das sagt doch genug über das Niveau aus, oder?!“
Rainer Tittelbach von tittelbach.tv hielt den Film aufgrund der „bestens aufgelegten Hauptdarsteller“ für „leidlich unterhaltsam“, was sich wie folgt las: „Ein ewiger Casanova erweist sich als weitsichtiger Frauenversteher und die integre, altruistische Ärztin ist auch nur ein ganz normaler Mensch mit all seinen Schwächen. Das ist alles ein wenig bieder und auf höchster Konsens-Stufe angesetzt, doch komödiantische Zwischen-Spiele und zwei bestens aufgelegte Hauptdarsteller sorgen für einen leidlich unterhaltsamen Film. ‚Liebe mit Lachfalten‘, der Titel ist allerdings ein wenig hoch gegriffen: beim geneigten Zuschauer hinterlässt das Komödien-Dramolett allenfalls Lachfältchen.“